# Tricholoba grisescens
Tricholoba grisescens är en fjärilsart som beskrevs av Sergius G. Kiriakoff 1954. Tricholoba grisescens ingår i släktet Tricholoba och familjen tandspinnare. Inga underarter finns listade i Catalogue of Life.